# Hašaj
Hašaj je priimek v Sloveniji, ki ga je po podatkih Statističnega urada Republike Slovenije na dan 1. januarja 2010 uporabljalo 72 oseb.

## Znani nosilci priimka
- Goran Hašaj (*1979), judoist